# Caladoc
Le caladoc est un cépage de cuve métis de France produisant des raisins noirs.

## Origine et répartition géographique
Le caladoc a été créé en 1958 par l’ampélographe Paul Truel de l' Institut national de la recherche agronomique de Montpellier. Il résulte d’un croisement entre le grenache noir et le malbec. Le cépage est recommandé ou autorisé dans la majorité des départements viticoles français (Ardèche, Aude, Aveyron, Corse, Gers, Gironde, Hérault, Landes, Loire-Atlantique, Lot, Lot-et-Garonne, Maine-et-Loire, Nièvre, Pyrénées Atlantiques, Hautes-Pyrénées, Pyrénées Orientales, Tarn-et-Garonne, Var et Vaucluse). En France il couvre 1.427 hectares (2004).

## Qualités
Le cépage est résistant à la sécheresse et aux parasites, ce qui induit moins de traitements et en conséquence un coût de revient moins élevé. Il donne de très bons résultats, tant du point de vue de la qualité que de la quantité. Le vin produit est  généralement utilisé  dans les assemblages et est très apprécié en rosé.

## Caractères ampélographiques
- Extrémité du jeune rameau duveteux blanc.
- Jeunes feuilles vertes.
- Feuilles adultes, à 3 lobes avec un sinus latéral supérieur profond et étroit, des sinus latéraux inférieurs moyennement profonds, un sinus pétiolaire en U ouvert, des dents anguleuses, étroites, un limbe légèrement aranéeux.

## Aptitudes culturales
La maturité est de troisième époque hâtive: 20 jours après le chasselas.

## Potentiel technologique
Les grappes sont moyennes et les baies sont de taille assez grosse. La grappe est tronconique et peu compacte. Le cépage est vigoureux et assez fertile. Il est assez résistant à la pourriture grise et il est moins sensible à la coulure que le grenache.
Le vin rouge a une belle couleur intense. Il est assez corsé et riche en tannins. Les vins rosés du caladoc sont fins et équilibrés.

## Synonymes
INRA 1510-104